# Staroluteranizm

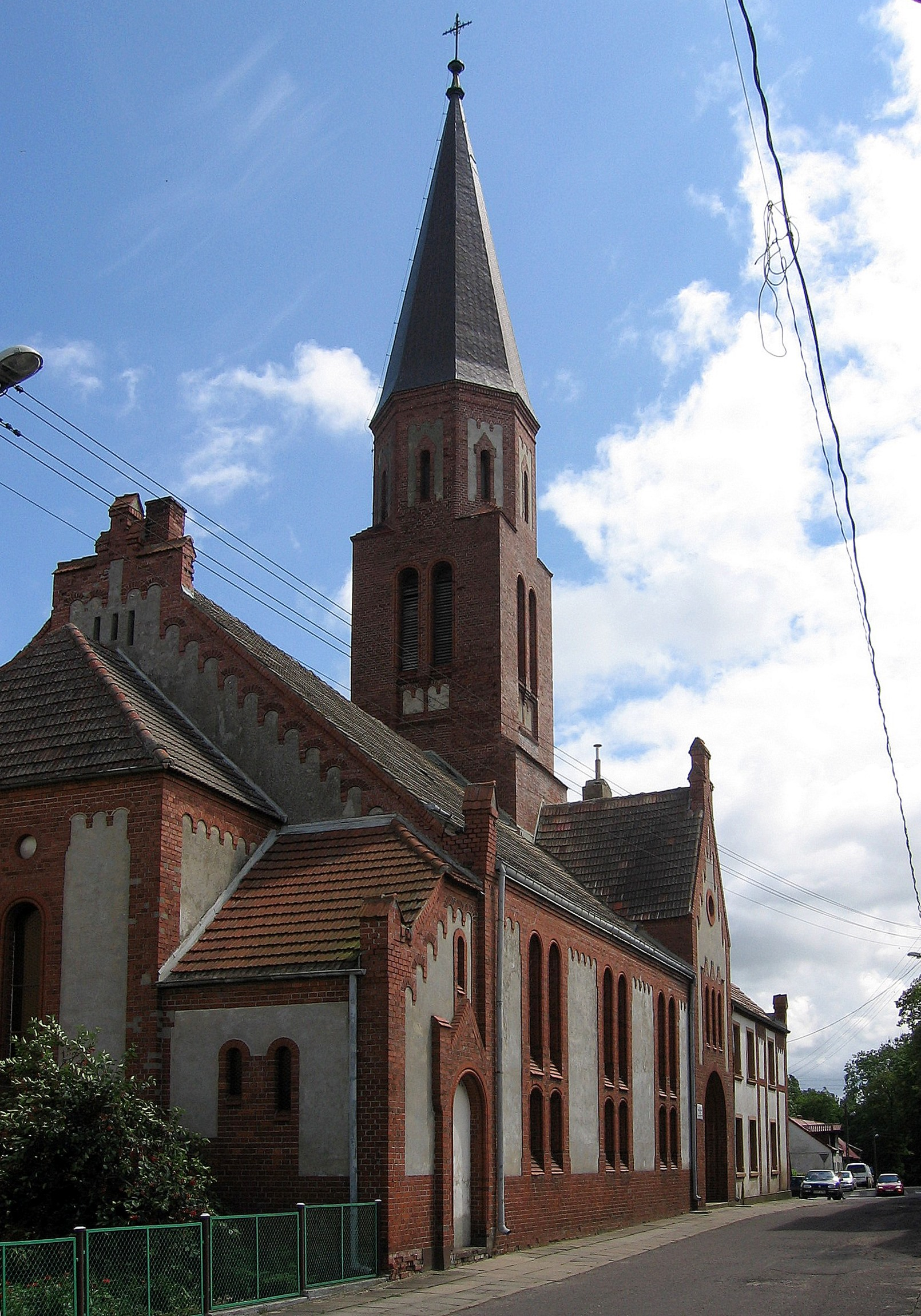
Kościół św. Jana w Trzebiatowie

Staroluteranie – protestancka wspólnota religijna konfesji ewangelicko-augsburskiej powstała na początku XIX wieku w wyniku sprzeciwu wobec łączenia luteranizmu i kalwinizmu w ramach Kościoła unijnego w Królestwie Prus.

## Historia
Staroluteranizm powstał w Królestwie Prus w 1817 roku w związku ze sprzeciwem części wiernych i duchowieństwa luterańskiego na utworzenie przez króla Fryderyka Wilhelma III Hohenzollerna Pruskiego Kościoła Unijnego.
Początkowo stanowił jedynie ruch religijny w państwie pruskim krytykujący postępowanie władz kościelnych w kwestii reformy doktrynalnej. Należeli do niego konserwatywni pastorzy i teologowie wywodzący się ze środowiska pietystów skupionych na uniwersytecie w Halle, a także część pruskiej szlachty zwłaszcza na Pomorzu, gdzie pod opieką Adolfa von Thaddena organizowane były staroluterańskie Spotkania Trzygławskie. 
Po 1830 ruch ten przekształcił się w organizację separatystyczną i na synodzie we Wrocławiu w 1841 odłączył się od Kościoła państwowego jako Kościół Ewangelicko-Luterański w Prusach.
Staroluteranizm pomimo dotkliwych represji uzyskał legalizację w 1845. Rozwijał się głównie we wschodniej części państwa pruskiego, a później w krajach i prowincjach wschodnich Cesarstwa Niemieckiego. Znaczna część staroluterańskiej wspólnoty w czasie prześladowań ze strony władz państwowych wyemigrowała do Ameryki Północnej i Australii, skąd prowadziła działalność misyjną na resztę świata.

## Charakterystyka
Obecnie staroluteranie mieszkają głównie w Niemczech i Stanach Zjednoczonych Ameryki. Wiernych Kościołów staroluterańskich cechuje pietystyczna pobożność oraz konserwatywne stanowisko w kwestiach luterańskiej liturgii, nauczania moralnego i dyscypliny kościelnej. Stanowczo odrzucają teologię liberalnego chrześcijaństwa. 
Większość Kościołów staroluterańskich zrzeszona jest w Międzynarodowej Radzie Luterańskiej (ILC).

## Kościoły staroluterańskie

### Afryka
Ghana
- Kościół Ewangelicko-Luterański Ghany (ELCG)

Kenia
- Kościół Ewangelicko-Luterański w Kenii (ELCK)

Nigeria
- Kościół Luterański Nigerii (LCN)

RPA
- Kościół Luterański w Południowej Afryce (LCSA)
- Wolny Kościół Ewangelicko-Luterański w Południowej Afryce (FELSISA)

### Ameryka Południowa
Argentyna
- Kościół Ewangelicko-Luterański Argentyny (IELA)

Boliwia
- Chrześcijański Kościół Ewangelicko-Luterański Boliwii (ICEL)

Brazylia
- Kościół Ewangelicko-Luterański Brazylii (IELB)

Chile
- Kościół Ewangelicko-Luterański Republiki Chile (IELCHI)

Paragwaj
- Kościół Ewangelicko-Luterański Paragwaju (IELP)

Peru
- Kościół Ewangelicko-Luterański Peru (IELP)

Wenezuela
- Kościół Luterański Wenezueli (ILV)

### Ameryka Północna
Gwatemala
- Kościół Luterański Gwatemali (ILG)

Haiti
- Kościół Ewangelicko-Luterański Haiti (ELCH)

Kanada
- Luterański Kościół Kanady (LCC)

Meksyk
- Kościół Luterański Synodu Meksyku (SLM)

USA
- Kościół Luterański Synodu Missouri (LCMS)
- Kościół Luterański Synodu Wisconsin (WELS)
- Stowarzyszenie Amerykańskich Kościołów Luterańskich (AALC)

### Australia i Oceania
Australia
- Luterański Kościół Australii (LCA)

Papua-Nowa Gwinea
- Kościół Luterański Guntius (GLC)

### Azja
Chiny
- Kościół Luterański Synodu Hongkongu (LCHKS)

Filipiny
- Kościół Luterański na Filipinach (LCP)

Indie
- Indyjski Kościół Ewangelicko-Luterański (IELC)

Japonia
- Japoński Kościół Luterański (JLC)

Korea
- Kościół Luterański w Korei (LCK)

Sri Lanka
- Kościół Luterański Sri Lanki (LLC)

Tajwan (Republika Chińska)
- Chiński Kościół Ewangelicko-Luterański (CELC)

### Europa
Wielka Brytania - Anglia
- Kościół Ewangelicko-Luterański Anglii (ELCE)

Belgia
- Kościół Ewangelicko-Luterański Belgii (ELCB)

Dania
- Wolny Kościół Ewangelicko-Luterański Danii (ELFD)

Francja
- Kościół Ewangelicko-Luterański Synodu Francji i Belgii (EEL-SFB)

Niemcy
- Samodzielny Kościół Ewangelicko-Luterański (SELK)
- Wolny Kościół Ewangelicko-Luterański (ELFK)

Polska
- Dawny Kościół Ewangelicko-Luterski w Polsce Zachodniej

Portugalia
- Portugalski Kościół Ewangelicko-Luterański (IELP)

Rosja
- Kościół Ewangelicko-Luterański Ingrii (ELCIR)